# مرادف (تصنيف)

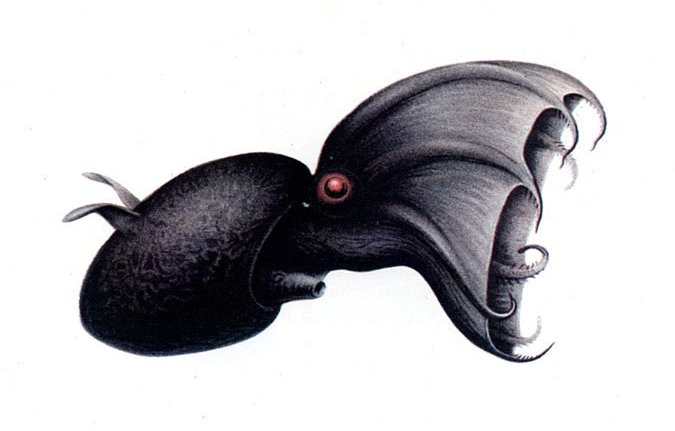

المرادف في المصطلحات العلمية هو اسم علمي يُطلق على أصنوفة معينة تحمل أكثر من اسم علمي، على الرغم من أن المصطلح يستخدم بطريقة مختلفة نوعًا ما في القانون الدولي للتسمية الحيوانية. على سبيل المثال، كان لينيوس أول من أطلق اسمًا علميًا (تحت النظام المستخدم حاليًا في المصطلحات العلمية) على شجرة التنوب النرويجية والتي سماها «الصنوبر الشوحي» Pinus abies. هذا الاسم لم يعد قيد الاستخدام حاليا؛ لذا فهو يُعد الآن مرادف للاسم العلمي الحالي «التنوب الشوحي» Picea abies.
في علم التصنيف، وعلى عكس المترادفات في سياقات أخرى، لا يعد المرادف قابلاً للتبديل مع الاسم المرادف له. المرادفات في التصنيف ليست متساوية ولكن لها حالة مختلفة. لا يعتبر سوى اسم علمي واحد صحيح بالنسبة لأي أصنوفة التي لها تحديد وموضع ومرتبة معينة (يتم تحديد هذا الاسم الصحيح من خلال تطبيق قانون التسمية ذي الصلة). لا يمكن أن يوجد مرادف ما بشكل منعزل فهو دائمًا بديل عن اسم علمي مختلف. بالنظر إلى أن الاسم الصحيح للأصنوفة يعتمد على وجهة النظر التصنيفية المستخدمة (مما يؤدي إلى تحديدها وتبيان مكانتها ومرتبتها). قد يكون الاسم المرادف حسب رأي واحد من علماء التصنيف هو الاسم الصحيح لعالم التصنيف الآخر (والعكس صحيح).
قد تنشأ المرادفات عندما يتم وصف نفس الأصنوفة وتسميتها أكثر من مرة بشكل مستقل. وقد تنشأ أيضًا عندما يتم تغيير وضع الأصنوفات الموجودة كما هو الحال عند ضم أصنوفتين لتصبح واحدة أو عندما يتم نقل نوع من جنس إلى جنس مختلف أو عندما يتم نقل ضرب من نوع إلى نوع مختلف، إلخ. تأتي المرادفات أيضًا عندما تتغير قوانين التسميات بحيث تصبح الأسماء القديمة غير مقبولة. على سبيل المثال، تم رفض تسمية الخلنج العشبي (Erica herbacea) لصالح الخلنج اللحمي (Erica carnea) وبالتالي فهو أصبح مرادف له.

## علم النبات
المرادف في المصطلحات النباتية هو اسم غير صحيح لتقييد ووضع في المرتبة التصنيفية لأصنوفة ما كما هو مذكور في المنشور النباتي المعين. إنه دائمًا «مرادف للاسم العلمي الصحيح» لكن الاسم الصحيح يعتمد على الرأي التصنيفي للمؤلف. الأنواع المختلفة من المرادفات في علم النبات هي:
- المرادفات النمطية أو المرادفات الاِصْطِلاحية (التي يشار إليها أحيانا بـ ≡) تستند لنفس العينة النمطية ونفس المرتبة التصنيفية. مثلا فإن اسم الصنوبر الشوحي (Pinus abies) المقترح من لينيوس (L.) لديه نفس النوع مثل التنوب الشوحي المقترح (Picea abies) من هيرمان كارستن (H.Karst.) فعندما يؤخذ التنوب Picea ليكون اسم الجنس الصحيح لهذا النوع (هناك توافق كامل تقريبا على ذلك) يصبح اسم الصنوبر الشوحي (Pinus abies) مرادفاً نمطياً للتنوب الشوحي (Picea abies). ولكن إذا تم اعتبار أن الأنواع تنتمي إلى جنس الصنوبر Pinus (من غير المحتمل الآن) سيتم عكس العلاقة وسيصبح التنوب الشوحي (Picea abies) مرادفاً نمطياً للصنوبر الشوحي (Pinus abies). لا يحتاج المرادف النمطي إلى مشاركة لقب أو اسم بالاسم الصحيح؛ ما يهم هو أنه يشترك في النوع. على سبيل المثال، اسم الطرخشقون المخزني (Taraxacum officinale) وهو أحد أنواع الطرخشقون لديه نفس النوع النمطي مثل سن الأسد الطرخشقوني (Leontodon taraxacum L). وهنا يصبح الأخير هو المرادف النمطي للطرخشقون المخزني.
- المرادفات المتغايرة أو المرادفات التصنيفية (يشار إليها أحيانا بـ =) لها أنواع نمطية مختلفة. يقسم بعض علماء النبات الطرخشقون المخزني إلى العديد من الأنواع المقيدة جدا. اسم كل نوع له نوع نمطي خاص به. عندما ينظر إلى الهندباء المألوفة على أنها تشمل كل هذه الأنواع الصغيرة، فإن أسماء كل تلك الأنواع هي مرادفات متغايرة للطرخشقون المخزني. ويطلق على تخفيض أحد الألفاظ إلى مرادف مغاير عبارة «الإغراق في ترادف».

في علم النبات، على الرغم من أن المرادف يجب أن يكون اسمًا علميًا مقبولًا رسميًا (أي أن يكوم الاسم المرادف منشور بشكل صحيح): غالبًا ما تحتوي قائمة «المترادفات» على تسميات لم تعتبر لسبب ما اسماءا علمية رسميًا مثل أسماء المخطوطات أو حتى التعريفات الخاطئة (على الرغم من أن الممارسة المعتادة الآن هي إدراج التعريفات الخاطئة بشكل منفصل).

## مقارنة بين علم الحيوان وعلم النبات
على الرغم من أن المبادئ الأساسية متشابهة إلى حد ما، إلا أن معالجة المرادفات في المصطلحات النباتية تختلف بالتفصيل والاصطلاح عن المصطلحات الحيوانية التي تدرج الاسم الصحيح بين المترادفات، على الرغم من كونه الأول بين المتساوين، فإن «المرادفات العليا» هي:
- المرادفات في علم النبات قابلة للمقارنة مع «المرادفات الصغرى» في علم الحيوان
- المرادفات النمطية أو الاصطلاحية في علم النبات يمكن مقارنتها بـ «المترادفات الموضوعية» في علم الحيوان
- المرادفات المتغايرة أو التصنيفية في علم النبات يمكن مقارنتها بـ «المرادفات الخصوصية» في علم الحيوان

## قوائم المرادفات
قد تشتمل الأوراق العلمية على قوائم للأصنوفات وهي عبارة عن مرادفات للأصنوفات القائمة و (في بعض الحالات) إشارات مرجعية إليها. يمكن الإشارة إلى حالة مرادف بالرموز كما هو الحال في نظام مقترح للاستخدام في علم الحفريات من قبل رودولف ريختر. في هذا النظام، يشير رمز "v" قبل السنة إلى أن المؤلفين قاموا بفحص المواد الأصلية ورمز "." إلى أنهم يأخذون على عاتقهم مسؤولية وضع المترادفات في للأصنوفات.

## استخدام آخر
غالباً ما يتم توسيع المفهوم التقليدي للترادف في الأدبيات التصنيفية ليشمل المرادفات الجزئية "pro parte". تحدث هذه بسبب عمليات الشق والتغيير والتحديد في التصنيف. يشار إليها عادة من قبل الاختصار "p.p" على سبيل المثال:
- عندما وصف جيمس إدغار داندي الجويسئة ثلاثية القرون Galium tricornutum أورد المرادف الجزئي هكذا Galium tricorne pro parte، ولكنه استبعد صراحة العينة النمطية لنوع (Galium) tricorne عن النوع الجديد Galium tricornutum. وهكذا تم تقسيم Galium tricorne.
- يشير ملخص تصنيف النبات من مجموعة دراسة الوراثة العرقية في النباتات المزهرة (APG) إلى أن الفصيلة اللويزية «هي الآن أقل بكثير مقارنة بعقد من الزمان أو قبل ذلك وقد تم نقل العديد من الأجناس إلى الفصيلة الشفوية»، ولكن القرم، والذي كان قد ضم في وقت ما إلى الفصيلة اللويزية تم نقله إلى الفصيلة الأقنثية. وبالتالي، يمكن القول أن الفصيلة اللويزية هي مرادف جزئي للفصيلة الأقنثية والفصيلة اللويزية هي أيضًا مرادف جزئي للفصيلة الشفوية. ومع ذلك، نادرًا ما يتم استخدام هذه المصطلحات لأنه من الواضح أن نحتفظ بمصطلح المرادف الجزئي "pro parte" للحالات التي تقسم الأصنوفة التي تضم العينة النمطية من تلك التي لاتضمها.